# Hilderic de Spoleto
Hilderic fou duc longobard de Spoleto nomenat pel rei Luitprand quan va enderrocar a Transamund II el 739. El 740, amb forces del Papa i de Benevent, Transamund va recuperar el poder i Hilderic fou executat.